# Barylypa pallitarsis
Barylypa pallitarsis là một loài tò vò trong họ Ichneumonidae.